# Marina Trandenkova
Marina Jevgenjevna Krivošeina-Trandenkova (rusko Марина Евгеньевна Кривошеина-Транденкова), ruska atletinja, * 7. januar 1967, Riga, Sovjetska zveza.
Nastopila je na poletnih olimpijskih igrah v letih 1992, 1996 in 2000, leta 1992 je osvojila srebrno medaljo v štafeti 4x100 m, ob tem je dosegla peti mesti v isti disciplini leta 2000 in v teku na 100 m leta 1996. Na svetovnih prvenstvih je osvojila zlato medaljo v štafeti 4x100 m leta 1993, na evropskih prvenstvih pa srebrno medaljo v isti disciplini leta 1994.